# Matts Jungstedt
Matts Jungstedt, född 10 juni 1924 i Växjö, död 16 februari 2024 i Stockholms Maria Magdalena distrikt, var en svensk målare.
Matts Jungstedt var bror till Torsten Jungstedt. Han utbildade sig på Tekniska skolan i Stockholm  1941–1944, Otte Skölds målarskola 1944, målarskolor i Oslo 1947 och på Kungliga Konsthögskolan 1948–1953 samt i grafik i Amsterdam 1963–1965.
Han målade landskap, figurkompositioner, djur, från kubistisk abstraktion till naturalism och i blond färgskala. Han arbetade även i akvarell och pastell. Han finns representerad på bland annat Gotlands konstmuseum.

## Offentliga verk i urval
- Utsmyckning av lekplats i Sundbyberg
- Muralmålning i sgrafitto i Ultuna
- Akrylmålning i Stockholms Marknadsdomstol
- Smidd grind vid ingången vid Hjorthagen, tunnelbanestation Ropsten i Stockholm